# Narka (California)
Narka era un insediamento nella contea di Inyo in California. Si trovava lungo il percorso della Southern Pacific Railroad a 3,5 miglia (5,6 km) sud dell'insediamento odierno di Little Lake.

## Storia
Narka fu fondata come campo per i lavoratori della ferrovia prima che Little Lake sorgesse. Un ufficio postale operò a Narka dal 1909 al 1913 quando fu trasferito a Little Lake.